# 蒯祺
蒯祺（かい き、？ - 219年）は、中国後漢時代末期の政治家。蒯良・蒯越との関係は不明。妻は諸葛亮の姉。

## 生涯
房陵の太守を務めた。建安24年（219年）、漢中で勢力を拡大させていた劉備は宜都太守の孟達の部隊に房陵攻略をさせ、その際に殺害された。

## 論争点
房陵太守
蒯祺の記録は少なく、房陵郡の設置時期なども含め房陵太守になった経緯は不明。胡三省は、劉表が房陵郡を設置し蒯祺を太守としたか、蒯祺が自立して房陵太守となったと推測している。
系譜
清朝の任兆麟による『心斎十種』の中の『襄陽記』の輯本では『萬歷襄陽府志』を引用し「（蒯）欽の祖祺（蒯祺）の妻、すなわち諸葛孔明の姉である」と記している。この記録は、呉慶燾の『襄陽四略』、黄惠賢の『校補襄陽耆旧記』、張林川の『襄陽耆旧記校注』などに引用されている。しかし、任兆麟による『襄陽記』の輯本以前の版本にはこの記述は存在しない。